# Foundational Model of Anatomy
Фундаментальна модель онтології анатомії (FMA) це комп'ютерне джерело знань для біомедичної інформатики, що розвивається; воно стосується представлення класів або типів і зв'язків, необхідних для символічного представлення фенотипічної структури тіла людини у формі, зрозумілій для людини, а також навігації, аналізу та інтерпретації машинними системами. Зокрема, FMA - це онтологія, яка представляє цілісну сукупність явних декларативних знань про анатомію людини. Її онтологічні рамки можуть бути застосовані і поширені на всі інші види.
FMA розробляється і підтримується групою структурної інформатики в Університеті Вашингтону.

## Опис
FMA містить близько 75 000 класів і понад 120 000 термінів; понад 2,1 мільйона екземплярів зв'язків з більш ніж 168 типів зв'язків пов'язують класи FMA в цілісну символічну модель. FMA є одним з найбільших комп'ютерних джерел знань у біомедичних науках.